# Никола Попов (учител)
Вижте пояснителната страница за други личности с името Никола Попов.
Никола Костадинов Попов, известен като Даскала и Махленски, е български просветен деец и революционер.

## Биография
Никола Попов е роден в 1889 година в игуменската махала Гега в семейството на свещеника и революционер Костадин Попов. В 1900 година завършва четиригодишния педагогически курс на българското педагогическо училище в Сяр заедно с Костадин Точев. Работи като учител в Тополница, Елешница и други села. Влиза във ВМОРО. Четник е във върховистката чета на Дончо Златков.
При избухването на Балканската война организира милиция, която подпомага настъплението на българската армия. Участва в Първата световна война и на фронта става социалист, като в края на войната става и член на Българската работническа социалдемократическа партия (обединена).
След войната основава социалдемократическа група в Гега и в 1919 година е избран за кмет. Организира изграждането на водопровод и на пътя Гега – Струмешница. Инициатор е за откриването на първата сборна прогимназия в Игуменец в 1922 година и за основаването на потребителската кооперация „Напредък“ за насърчаване на тютюнопроизводството. В 1920 година става член на Македонската федеративна организация. Обесен е от четниците на войводата Димитър Димашев от ВМРО край Гега, заедно с другарите му Малин Шуманов и Андон Попгеоргиев (Фокеро) от Чурилово.
Баща е на комуниста Антон Попов.